# Grande Prêmio da Hungria de 2021
O Grande Prêmio da Hungria de 2021 (formalmente denominado Formula 1 Magyar Nagydíj 2021) foi a décima primeira etapa da temporada de 2021 da Fórmula 1. Foi disputado em 1 de agosto de 2021 no Hungaroring, em Budapeste, Hungria. Nela o francês, Esteban Ocon conquistou sua primeira vitória na Fórmula 1, se tornando o 111º piloto a vencer na história na categoria. Ocon foi o primeiro francês a vencer em um carro francês com motor francês o que não acontecia desde a vitória de Alain Prost pela Renault no Grande Prêmio da Áustria de 1983. Foi também a primeira vitória da equipe Alpine na Fórmula 1. A equipe sediada em Enstone agora venceu com 4 nomes diferentes, os outros sendo Benetton, Renault e Lotus.
Durante a corrida, pela primeira vez na história da Fórmula 1, ocorreu uma largada somente com um carro. Após um acidente envolvendo diversos pilotos, Lewis Hamilton acabou largando sozinho no grid da segunda largada, enquanto os seus rivais, largaram do box.

## Relatório

### Limites da Pista
Os limites de pista serão monitorados na saída das curvas 4, 11 e 12:
Curva 4
A curva mais rápida do travado Hungaroring, logo depois do fim do primeiro setor da pista. É um trecho muito importante para os pilotos conseguirem uma volta rápida, pois antecede o contorno da Curva 5, um hairpin de raio longo.
Curva 11
Localizada no fim do segundo setor, é um trecho importante para preparar o fim da volta rápida no Hungaroring.
Curva 12
A curva mais rápida do terceiro setor do Hungaroring e que antecede os dois hairpins de raio longo localizados no fim do traçado, antes da reta dos boxes.

## Pneus
| Nome do composto | Cor | Banda de rolamento | Condições de Tempo | Dry Type                           | Aderência       | Longevidade   |
| ---------------- | --- | ------------------ | ------------------ | ---------------------------------- | --------------- | ------------- |
| Macio (C4)       |     | Slick (P Zero)     | Seco               | Soft                               | Mais aderência  | Menos durável |
| Médio (C3)       |     | Slick (P Zero)     | Seco               | Medium                             | Médio           | Médio         |
| Duro (C2)        |     | Slick (P Zero)     | Seco               | Hard                               | Menos aderência | Mais durável  |
| Intermediário    |     | Sulcos (Cinturato) | Molhado            | Intermediate (água não estagnante) | —               | —             |
| Chuva            |     | Sulcos (Cinturato) | Molhado            | Wet (água estagnante)              | —               | —             |

| Escolhas de Pneus de cada piloto para o GP da Hungria: | Escolhas de Pneus de cada piloto para o GP da Hungria: | Escolhas de Pneus de cada piloto para o GP da Hungria: | Escolhas de Pneus de cada piloto para o GP da Hungria: | Escolhas de Pneus de cada piloto para o GP da Hungria: | Escolhas de Pneus de cada piloto para o GP da Hungria: |
| ------------------------------------------------------ | ------------------------------------------------------ | ------------------------------------------------------ | ------------------------------------------------------ | ------------------------------------------------------ | ------------------------------------------------------ |
| Nº                                                     | Pilotos                                                | Equipe(s)                                              | Duro                                                   | Médio                                                  | Macio                                                  |
| 44                                                     | Lewis Hamilton                                         | Predefinição:Mercedes-AMG Petronas Motorsport          |                                                        |                                                        |                                                        |
| 77                                                     | Valtteri Bottas                                        | Predefinição:Mercedes-AMG Petronas Motorsport          |                                                        |                                                        |                                                        |
| 11                                                     | Sergio Pérez                                           | Red Bull Racing-Honda                                  |                                                        |                                                        |                                                        |
| 33                                                     | Max Verstappen                                         | Red Bull Racing-Honda                                  |                                                        |                                                        |                                                        |
| 3                                                      | Daniel Ricciardo                                       | McLaren-Mercedes                                       |                                                        |                                                        |                                                        |
| 4                                                      | Lando Norris                                           | McLaren-Mercedes                                       |                                                        |                                                        |                                                        |
| 5                                                      | Sebastian Vettel                                       | Aston Martin-Mercedes                                  |                                                        |                                                        |                                                        |
| 18                                                     | Lance Stroll                                           | Aston Martin-Mercedes                                  |                                                        |                                                        |                                                        |
| 14                                                     | Fernando Alonso                                        | Alpine-Renault                                         |                                                        |                                                        |                                                        |
| 31                                                     | Esteban Ocon                                           | Alpine-Renault                                         |                                                        |                                                        |                                                        |
| 16                                                     | Charles Leclerc                                        | Ferrari                                                |                                                        |                                                        |                                                        |
| 55                                                     | Carlos Sainz Jr.                                       | Ferrari                                                |                                                        |                                                        |                                                        |
| 10                                                     | Pierre Gasly                                           | AlphaTauri-Honda                                       |                                                        |                                                        |                                                        |
| 22                                                     | Yuki Tsunoda                                           | AlphaTauri-Honda                                       |                                                        |                                                        |                                                        |
| 7                                                      | Kimi Raikkonen                                         | Alfa Romeo-Ferrari                                     |                                                        |                                                        |                                                        |
| 99                                                     | Antonio Giovinazzi                                     | Alfa Romeo-Ferrari                                     |                                                        |                                                        |                                                        |
| 9                                                      | Nikita Mazepin                                         | Haas-Ferrari                                           |                                                        |                                                        |                                                        |
| 47                                                     | Mick Schumacher                                        | Haas-Ferrari                                           |                                                        |                                                        |                                                        |
| 6                                                      | Nicholas Latifi                                        | Williams-Mercedes                                      |                                                        |                                                        |                                                        |
| 63                                                     | George Russell                                         | Williams-Mercedes                                      |                                                        |                                                        |                                                        |

## Resultados

### Treino classificatório
| 1                        | 44 | Lewis Hamilton     | Mercedes              | 1:16.424 | 1:16.553 | 1:15.419 | 1  |
| 2                        | 77 | Valtteri Bottas    | Mercedes              | 1:16.569 | 1:16.702 | 1:15.734 | 2  |
| 3                        | 33 | Max Verstappen     | Red Bull Racing-Honda | 1:16.214 | 1:15.650 | 1:15.840 | 3  |
| 4                        | 11 | Sergio Pérez       | Red Bull Racing-Honda | 1:17.233 | 1:16.443 | 1:16.421 | 4  |
| 5                        | 10 | Pierre Gasly       | AlphaTauri-Honda      | 1:16.874 | 1:16.394 | 1:16.483 | 5  |
| 6                        | 4  | Lando Norris       | McLaren-Mercedes      | 1:17.081 | 1:16.385 | 1:16.489 | 6  |
| 7                        | 16 | Charles Leclerc    | Ferrari               | 1:17.084 | 1:16.574 | 1:16.496 | 7  |
| 8                        | 31 | Esteban Ocon       | Alpine-Renault        | 1:17.367 | 1:16.766 | 1:16.653 | 8  |
| 9                        | 14 | Fernando Alonso    | Alpine-Renault        | 1:17.123 | 1:16.541 | 1:16.715 | 9  |
| 10                       | 5  | Sebastian Vettel   | Aston Martin-Mercedes | 1:17.105 | 1:16.794 | 1:16.750 | 10 |
| 11                       | 3  | Daniel Ricciardo   | McLaren-Mercedes      | 1:17.664 | 1:16.871 | —        | 11 |
| 12                       | 18 | Lance Stroll       | Aston Martin-Mercedes | 1:17.038 | 1:16.893 | —        | 12 |
| 13                       | 7  | Kimi Räikkönen     | Alfa Romeo-Ferrari    | 1:17.553 | 1:17.564 | —        | 13 |
| 14                       | 99 | Antonio Giovinazzi | Alfa Romeo-Ferrari    | 1:17.776 | 1:17.583 | —        | 14 |
| 15                       | 55 | Carlos Sainz Jr.   | Ferrari               | 1:16.649 | S/Tempo  | —        | 15 |
| 16                       | 22 | Yuki Tsunoda       | AlphaTauri-Honda      | 1:17.919 | —        | —        | 16 |
| 17                       | 63 | George Russell     | Williams-Mercedes     | 1:17.944 | —        | —        | 17 |
| 18                       | 6  | Nicholas Latifi    | Williams-Mercedes     | 1:18.036 | —        | —        | 18 |
| 19                       | 9  | Nikita Mazepin     | Haas-Ferrari          | 1:18.922 | —        | —        | 19 |
| Regra dos 107%: 1:21.548 |    |                    |                       |          |          |          |    |
| NC                       | 47 | Mick Schumacher    | Haas-Ferrari          | S/Tempo  | —        | —        | 20 |
| Fonte:                   |    |                    |                       |          |          |          |    |

### Corrida
| Pos.   | Nu. | Piloto             | Construtor            | Voltas | Tempo/Retirado  | Pit Stop | Pneus | Grid | Pontos |
| ------ | --- | ------------------ | --------------------- | ------ | --------------- | -------- | --- | ---- | ------ |
| 1      | 31  | Esteban Ocon       | Alpine-Renault        | 70     | 2:04:43.199     | 3        | Intermediário Novo · Intermediário Novo · Médio C3 Novo · Duro C2 Novo                                       | 8    | 25     |
| 2      | 44  | Lewis Hamilton     | Mercedes              | 70     | +2.736          | 4        | Intermediário Novo · Intermediário Novo · Médio C3 Usado · Duro C2 Novo · Médio C3 Novo                      | 1    | 18     |
| 3      | 55  | Carlos Sainz Jr.   | Ferrari               | 70     | +15.018         | 3        | Intermediário Novo · Intermediário Novo · Médio C3 Novo · Duro C2 Novo                                       | 15   | 15     |
| 4      | 14  | Fernando Alonso    | Alpine-Renault        | 70     | +15.651         | 3        | Intermediário Novo · Intermediário Novo · Médio C3 Novo · Duro C2 Novo                                       | 9    | 12     |
| 5      | 10  | Pierre Gasly       | AlphaTauri-Honda      | 70     | +1:03.614       | 4        | Intermediário Novo · Intermediário Novo · Médio C3 Novo · Duro C2 Novo · Macio C4 Usado                      | 5    | 10+1   |
| 6      | 22  | Yuki Tsunoda       | AlphaTauri-Honda      | 70     | +1:15.803       | 3        | Intermediário Novo · Intermediário Novo · Médio C3 Novo · Duro C2 Novo                                       | 16   | 8      |
| 7      | 6   | Nicholas Latifi    | Williams-Mercedes     | 70     | +1:17.910       | 3        | Intermediário Novo · Intermediário Novo · Médio C3 Novo · Duro C2 Novo                                       | 18   | 6      |
| 8      | 63  | George Russell     | Williams-Mercedes     | 70     | +1:19.094       | 3        | Intermediário Novo · Intermediário Novo · Médio C3 Novo · Duro C2 Novo                                       | 17   | 4      |
| 9      | 33  | Max Verstappen     | Red Bull Racing-Honda | 70     | +1:20.244       | 5        | Intermediário Novo · Intermediário Novo · Intermediário Novo · Médio C3 Novo · Duro C2 Novo · Médio C3 Usado | 3    | 2      |
| 10     | 7   | Kimi Räikkönen     | Alfa Romeo-Ferrari    | 69     | +1 volta        | 4        | Intermediário Novo · Intermediário Novo · Médio C3 Novo · Duro C2 Novo · Macio C4 Novo                       | 13   | 1      |
| 11     | 3   | Daniel Ricciardo   | McLaren-Mercedes      | 69     | +1 volta        | 3        | Intermediário Novo · Intermediário Novo · Médio C3 Novo · Duro C2 Novo                                       | 11   |        |
| 12     | 47  | Mick Schumacher    | Haas-Ferrari          | 69     | +1 volta        | 3        | Intermediário Novo · Intermediário Novo · Médio C3 Novo · Duro C2 Novo                                       | 20   |        |
| 13     | 99  | Antonio Giovinazzi | Alfa Romeo-Ferrari    | 69     | +1 volta        | 5        | Médio C3 Novo · Intermediário Novo · Intermediário Novo · Médio C3 Usado · Duro C2 Novo                      | 14   |        |
| Ret    | 9   | Nikita Mazepin     | Haas-Ferrari          | 3      | Colisão         | 3        | Intermediário Novo · Intermediário Novo                                                                      | 19   |        |
| Ret    | 4   | Lando Norris       | McLaren-Mercedes      | 2      | Assoalho        | 2        | Intermediário Novo                                                                                           | 6    |        |
| Ret    | 77  | Valtteri Bottas    | Mercedes              | 0      | Colisão         | 0        | Intermediário Novo                                                                                           | 2    |        |
| Ret    | 11  | Sergio Pérez       | Red Bull Racing-Honda | 0      | Colisão         | 0        | Intermediário Novo                                                                                           | 4    |        |
| Ret    | 16  | Charles Leclerc    | Ferrari               | 0      | Colisão         | 0        | Intermediário Novo                                                                                           | 7    |        |
| Ret    | 18  | Lance Stroll       | Aston Martin-Mercedes | 0      | Colisão         | 0        | Intermediário Novo                                                                                           | 12   |        |
| DSQ    | 5   | Sebastian Vettel   | Aston Martin-Mercedes | 70     | Desclassificado | 3        | Intermediário Novo · Intermediário Novo · Médio C3 Novo · Duro C2 Novo                                       | 10   |        |
| Fonte: |     |                    |                       |        |                 |          | |      |        |

## Voltas na liderança
| Nº de Voltas | Piloto          | Voltas         |
| ------------ | --------------- | -------------- |
| 65           | Esteban Ocon    | 3; 5–37; 40–70 |
| 3            | Lewis Hamilton  | 1–2; 4         |
| 2            | Fernando Alonso | 38–39          |

## 2021DHLFastest Pit Stop Award

### Resultado
| 1      | 33 | Max Verstappen   | Red Bull Racing-Honda | 1.88 | 25 |
| 2      | 7  | Kimi Raikkonen   | Alfa Romeo-Ferrari    | 2.18 | 18 |
| 3      | 31 | Esteban Ocon     | Alpine-Renault        | 2.19 | 15 |
| 4      | 44 | Lewis Hamilton   | Mercedes              | 2.23 | 12 |
| 5      | 10 | Pierre Gasly     | AlphaTauri-Honda      | 2.34 | 10 |
| 6      | 3  | Daniel Ricciardo | McLaren-Mercedes      | 2.36 | 8  |
| 7      | 5  | Sebastian Vettel | Aston Martin-Mercedes | 2.40 | 6  |
| 8      | 14 | Fernando Alonso  | Alpine-Renault        | 2.52 | 4  |
| 9      | 22 | Yuki Tsunoda     | AlphaTauri-Honda      | 2.58 | 2  |
| 10     | 63 | George Russell   | Williams-Mercedes     | 2.69 | 1  |
| Fonte: |    |                  |                       |      |    |

### Classificação
| Tabela do DHL Fastest Pit Stop Award \| Pos \| Construtor \| Pontos \| \| --- \| --------------------- \| ------ \| \| 1 \| Red Bull Racing-Honda \| 298 \| \| 2 \| Mercedes \| 140 \| \| 3 \| Williams-Mercedes \| 134 \| \| 4 \| Alfa Romeo-Ferrari \| 121 \| \| 5 \| Aston Martin-Mercedes \| 118 \| \| 6 \| Alpine-Renault \| 91 \| \| 7 \| Ferrari \| 90 \| \| 8 \| AlphaTauri-Honda \| 62 \| \| 9 \| McLaren-Mercedes \| 54 \| \| 10 \| Haas-Ferrari \| 0 \| |                       |        |
| Pos | Construtor            | Pontos |
| 1 | Red Bull Racing-Honda | 298    |
| 2 | Mercedes              | 140    |
| 3 | Williams-Mercedes     | 134    |
| 4 | Alfa Romeo-Ferrari    | 121    |
| 5 | Aston Martin-Mercedes | 118    |
| 6 | Alpine-Renault        | 91     |
| 7 | Ferrari               | 90     |
| 8 | AlphaTauri-Honda      | 62     |
| 9 | McLaren-Mercedes      | 54     |
| 10 | Haas-Ferrari          | 0      |

## Tabela do campeonato após a corrida
Somente as cinco primeiras posições estão incluídas nas tabelas.
| Pos | Piloto          | Pontos | Var |
| --- | --------------- | ------ | --- |
| 1   | Lewis Hamilton  | 195    | 1   |
| 2   | Max Verstappen  | 187    | 1   |
| 3   | Lando Norris    | 113    | 0   |
| 4   | Valtteri Bottas | 108    | 0   |
| 5   | Sergio Pérez    | 104    | 0   |

| Pos | Construtor            | Pontos | Var |
| --- | --------------------- | ------ | --- |
| 1   | Mercedes              | 303    | 1   |
| 2   | Red Bull Racing-Honda | 291    | 1   |
| 3   | Ferrari               | 163    | 1   |
| 4   | McLaren-Mercedes      | 163    | 1   |
| 5   | Alpine-Renault        | 77     | 2   |